# Configure
configure jest to skrypt dokonujący ustawień dla make oraz sprawdzający, czy środowisko, w którym jest uruchomiony zawiera potrzebne biblioteki do kompilacji. Skrypt jest zwykle tworzony w sposób automatyczny przy pomocy narzędzi z pakietu autoconf. Używany jest on głównie przy wykorzystywaniu GCC.

## Przykład używania
```
cd 
katalog_ze_źródłami

./configure
make 
make install
```